# Innocent Starter
Singles de Nana Mizuki
Panorama
(2003) Wild Eyes
(2005)
Innocent Starter est le 10e single de la chanteuse et seiyū japonaise Nana Mizuki sorti le 6 octobre 2004 sous le label King Records. Il arrive 9e à l'Oricon. Il se vend à 11 387 exemplaires la première semaine et reste classé 8 semaines pour un total de 25 307 exemplaires vendus.
Innocent Starter a été utilisé comme thème d'ouverture pour l'anime Mahô Shôjo Lyrical Nanoha, tandis que Soredemo Kimi wo Omoidesu kara -again- a été utilisé comme thème d'ouverture du jeu vidéo Memories Off ~Sore Kara~ sur PS2. Innocent Starter se trouve sur l'album Alive & Kicking et sur la compilation The Museum.

## Liste des titres
| 1. | Innocent Starter (lit. Début innocent)                                                            | 4:41 |
| 2. | Open your Heart (lit. Ouvre ton cœur)                                                             | 4:23 |
| 3. | Soredemo Kimi wo Omoidesu kara -again- (それでも君を想い出すから -again-)                         | 4:46 |
| 4. | Innocent Starter (version instrumentale)                                                          | 4:41 |
| 5. | Open your Heart (version instrumentale)                                                           | 4:23 |
| 6. | Soredemo Kimi wo Omoidesu kara -again- (version instrumentale) (それでも君を想い出すから -again-) | 4:46 |

Auteurs : les paroles de la 1re et de la 2e chanson sont composées par Nana Mizuki. La musique et les arrangements de la 1re chanson sont composées par Tsutomu Ohira, tandis que ceux de la 2e chanson sont composées par Takahiro Iida. Les paroles et la musique de la 3e chanson sont composées par Chiyomaru Shikura tandis que les arrangements sont faits par Tsutomu Ohira.